# Moulay Rachid
Moulay Rachid (en àrab مولاي رشيد, Mūlāy Raxīd; en amazic ⵎⵓⵍⴰⵢ ⵔⵛⵉⴷ) és un districte (arrondissement) de la ciutat de Casablanca, dins la prefectura de Casablanca, a la regió de Casablanca-Settat, al Marroc. Segons el cens de 2014 tenia una població total de 245.484 persones.